# Фримен, Крис
Крис Фримен (англ. Kris Freeman; род. 14 октября 1980, Конкорд) — американский лыжник, участник 4 Олимпийских игр и шести чемпионатов мира. Более силён в дистанционных гонках. С 2002 года болен сахарным диабетом 1-го типа, несмотря на это продолжает спортивную карьеру.

## Карьера
В Кубке мира Фримен дебютировал в январе 2001 года, в марте 2002 года первый раз попал в десятку лучших на этапе Кубка мира, в эстафете. Всего на сегодняшний день имеет на своём счету 10 попаданий в десятку лучших на этапах Кубка мира, 7 в личных и 3 в командных гонках. Лучшим достижением Фримэна в общем итоговом зачёте Кубка мира является 27-е место в сезоне 2010/11.
На Олимпиаде-2002 в Солт-Лейк-Сити показал следующие результаты: 15 км классикой — 22-е место, гонка преследования — 14-е место, эстафета — 5-е место и спринт свободным ходом — 41-е место.
На Олимпиаде-2006 в Турине был 21-м в гонке на 15 км классикой, 12-м в эстафете и 61-м в масс-старте на 50 км свободным стилем.
На Олимпиаде-2010 в Ванкувере стартовал в трёх гонках: 15 км коньком — 59-е место, дуатлон 15+15 км — 45-е место, масс-старт 50 км классическим стилем — не финишировал.
За свою карьеру принимал участие в шести чемпионатах мира, медалей не завоёвывал, но дважды, на чемпионатах 2003 и 2009 годов занимал 4-е места, оба раза в гонках на 15 км классическим стилем, причём в обоих случаях Фримен проигрывал бронзовому медалисту лишь около двух секунд.
Использует лыжи производства фирмы Fischer.